# Wacław Potocki
Wacław Potocki lub Wacław Grad-Potocki (ur. 1621 w Woli Łużańskiej, zm. 9 lipca 1696 w Łużnej) – sędzia skarbowy, podstarości biecki i sędzia grodzki biecki (w latach 1667–1676), podczaszy krakowski (1678–1685), jeden z głównych twórców barokowych w Polsce, poeta, epik, satyryk i moralista.

## Życiorys
Pochodził z rodziny ziemiańskiej braci polskich posługującej się herbem Szreniawa. Jego dziad Jan posiadał wieś Łękorz w powiecie bieckim. Ożenił się z wdową po Jakubie Dembińskim, Katarzyną z Palczowskich. W 1599 Jan z Potoka Potocki po sprzedaniu wsi Łękorz zakupił od Samuela Branickiego z Ruszczy wsie: Łużnę, Wolę Łużańską, Bielankę, Łosie, Klimkówkę, Kunkową, Leszczyny i Nowicę. Synem Jana był Adam, który ożenił się z Zofią z Przypkowskich. Z tego związku narodziło się trzech synów: Jan, Jerzy i Wacław.
Wykształcenie zdobył prawdopodobnie w zborze braci polskich w Raciborsku. W 1638, w wieku 17 lat, razem ze starszym bratem Janem, walczył na Ukrainie. Wspomniał o tym w Przedmowie do Odjemku od herbów szlacheckich („Dość żem w siedemnastym roku ... żołnierzował”). Od 1642, po śmierci ojca i dziada, zarządzał majątkiem wspólnie z Jerzym (Jan służył w wojsku). Dopiero w 1646 trzej bracia podzielili spadek po ojcu. Wacław otrzymał część wsi Łużnej, folwark Wesołów i wsie: Łosie i Leszczyny. Poza tym bracia jeszcze przekazali mu: Jerzy 4000 złp. na wyrównanie działu, oraz Jan i Jerzy 5333 złp. 10 gr w celu zapewnienia dożywocia matce (do zwrotu po jej śmierci).
W 1648 Wacław Potocki ożenił się z Katarzyną Morsztynówną (1631–1686) córką Stefana i Sabiny z Arciszewskich. Wcześniej 12 lutego 1648 zapisał matce majątek w Łużnej jako dożywocie. Młodzi małżonkowie zamieszkali w Łosiach. Posag Katarzyny Morsztynówny wynosił 6000 złp. (3000 złp. gotówką, a reszta w formie długu jej brata Hieronima, zeznanego na rzecz Wacława Potockiego w Krakowie 28 lutego 1648 roku). W tym samym dniu poeta zapisał żonie jej sumę posagową i drugie 6000 złp. jako oprawę na dobrach swoich w Łużnej Dolnej.
Pierwszym dzieckiem małżonków Potockich była Zofia, urodzona zapewne w 1649 lub 1650. Następnym syn Stefan, który przyszedł na świat w 1651. Rok jego urodzenia można wnioskować ze słów poety. Wacław Potocki stwierdził, że w chwili śmierci, w 1673 Stefan miał 22 lata. W 1650 lub na początku 1651 umarła matka Potockiego. Łużną, gdzie mieszkała przed śmiercią, 26 stycznia 1651 Wacław Potocki oddał w dzierżawę Jerzemu z Boratyna Boratyńskiemu.
Na wiosnę 1651 wyruszył na wyprawę wojenną na czele pocztu kozackiego wystawionego przez Jana Przypkowskiego. Brał udział w bitwie pod Beresteczkiem (28–30 czerwca 1651). Świadectwem dobrego zachowania na tej wojnie była opinia wystawiona Wacławowi Potockiemu przez rotmistrza pospolitego ruszenia powiatu bieckiego Jana Byliny, który zaświadczył, że „on zawiadując pocztem Jego Mości Pana Jana Przypkowskiego kozackim stawiał go tak do popisu do potrzeby i do odprawowania wszystkich powinności wojskowych [...] i w dalszą drogę z królem Jego Mością wyprawił go”. W aktach bieckich zachowała się obdukcja ran Jana Potockiego odniesionych w bitwie pod Beresteczkiem, który ze względu na zły stan zdrowia w zmaganiach wojennych nie mógł brać udziału, ale w zamian wystawił dwa konie i dobrze zaopatrzonego zbrojnego. Jest prawdopodobne, że pozostali bracia w kampaniach lat następnych walczyli, o czym pośrednio świadczy brak wzmianek w dostępnych źródłach o zwolnieniach ich z udziału w pospolitym ruszeniu, czy o wystawionych w zastępstwie zbrojnych.
W czasach potopu szwedzkiego początkowo, jak wielu arian, katolików i protestantów, opowiadał się za Karolem Gustawem. Nawet z bratem Janem planował opanowanie Biecza na rzecz króla szwedzkiego. Dość szybko zmienił jednak orientację przechodząc na stronę Jana Kazimierza i nawet wystawił własnym sumptem oddział, który liczył kilkudziesięciu ludzi (o czym sam poeta wspomina w „Przedmowie do Odjemku”). Potocki mógł przez pewien czas przebywać na Węgrzech, gdzie w czasach „potopu” tłumnie chroniła się szlachta przed wojenną zawieruchą. Świadczą o tym wzmianki w utworach poety. Na uchwale szlachty województwa krakowskiego i księstwa zatorskiego, zgromadzonej pod Krakowem 2 lutego 1657, Wacław Potocki podpisał jako „porucznik chorągwie powiatu czchowskiego”. W maju 1657 uczestniczył w obronie Gorlic przed wojskami Jerzego II Rakoczego.
Jeszcze na początku 1658 ksiądz Żydowski, pleban w Bobowej, oskarżył Wacława Potockiego, nazywając go „opiekunem sekty ariańskiej”, o odbywanie tajnych narad na szkodę Rzeczypospolitej. W tym samym roku, po uchwaleniu przez sejm konstytucji przeciw Arianom, Wacław Potocki (podobnie jak bracia) przeszedł pod przymusem na katolicyzm. Natomiast żony braci Wacława i Jana dalej wyznawały arianizm, co stało się przyczyną poważnych problemów. 9 lipca 1660 Wacław Potocki sprzedał za 6000 złp. wieś Łosie Elżbiecie ze Sztemberków, wdowie po Zygmuncie Tarle, kasztelanie przemyskim. Do zakończenia transakcji konieczne było zrzeczenie się przez Katarzynę Potocką oprawy i dożywocia na tych dobrach. Ta jednak jako arianka nie miała w ogóle prawa stawać przed sądem. Wacław Potocki próbował przeciągać sprawę nie stawiając się w dniu wyznaczonym przez strony do ostatecznego dopełnienia umowy. Ostatecznie w 14 maja 1661, sługa Wacława Potockiego, szlachcic Stanisław Gołkowski w asyście woźnego sądowego przekazał wieś Łosie nowym właścicielom.
W lecie 1661 urodziło się poecie trzecie dziecko, któremu na chrzcie 7 sierpnia nadano imiona Jerzy Władysław. 23 marca 1662 kasztelanowa przemyska pozwała Wacława Potockiego do sądu oskarżając go o niedopełnienie umowy, szczególnie o brak zrzeczenia się przez Katarzynę oprawy i dożywocia na sprzedanych dobrach. Doszło do tego, że w 1664 sąd nakazał wydanie skarżącej wsi Łużna. Wacław Potocki nie zaakceptował takiego wyroku, majątku nie opuścił i procesował się dalej.
W 1662 miał też proces z wdową po Hieronimie Morsztynie, Zofią i jego braćmi: Władysławem i Walerianem. Chodziło o 2000 złp., które poeta pożyczył od Hieronima. Pozywający nawet próbowali odzyskać pieniądze siłą w majątku Potockiemu, czemu ten przeciwstawił się zbrojnie (zuchwale i przemocą: temere et rebelliter). W tym samym roku przed Trybunałem Lubelskim został oskarżony przez kasztelanową przemyską o to, że „sam za nic sobie nie ważąc konstytucyi i nie lękając się kar w nich określonych, odważył się po upływie terminu trzechletniego, z łaski Jego Kr. Mości i Stanów Koronnych wyznawcom potępionej temiż konstytucyami religii [Arian], jeśli się tak wyrażać można, do porzucenia tejże sekty i wyprzedaży dóbr przyzwolonego, i do chwili obecnej śmie z urodzoną Katarzyną Morsztynówną, Aryanką, na mocy tychże praw czci pozbawioną i z królestwa polskiego i z krajów z niem połączonych wygnaną, mieszkać i tejże sprzyjać”. Dalej w pozwie jest mowa o tym, że Wacław Potocki „w zastępstwie ministra” wygłasza kazania i uczy zasad wiary ariańskiej w swoim majątku w Łużnej, a „do kościoła rzymsko – katolickiego tamże się znajdującego dla formy uczęszczać”. Starając się oddalić od siebie takie oskarżeniu w dniu 9 lutego 1663 roku poeta ochrzcił swoje starsze dzieci: Stefana i Zofię. Starał się też o wsparcie ze strony współobywateli, co znajduje odzwierciedlenie w instrukcjach poselskich z 19 lutego 1665, w których zebrana na sejmiku szlachta zaleca posłom staranie się o uchronienie Wacława Potockiego od kary za pożycie z arianką. Jednak sejm w 1665 zajęty był sprawą Lubomirskiego i szybko został zerwany. W końcu, chcąc zabezpieczyć rodzinne dobra, Wacław Potocki dokonał cesji całego majątku na rzecz synów Stefana i Jerzego. Dokument ten został sporządzony „na wszelki wypadek” i dopiero w 47 lat później nabrał nocy prawnej, kiedy wdowa po Jerzym zarejestrowała go w sądzie w Bieczu.
6 lutego 1666 Wacław Potocki otrzymał pozew o kwotę 4000 złp. od spadkobierców Aleksandra Zaborowskiego, od którego poeta wcześniej zakupił część Łużnej. 20 września 1666 do Łużnej przybyła chorągiew wołoska rotmistrza Jana Piwy, którego jednak w tamtym momencie przy niej nie było. Zastępował go porucznik Strzałkowski. Wacław Potocki próbował przedstawić uniwersał królewski „na co przerzeczony [wspomniany porucznik] z furyą odpowiedział, że tu żadnych uniwersałów nie słucham, wiem, co czynię, i ty się z tym uniwersałem schowaj. Przysięgam, trzy dni u ciebie stać będę i w niwecz cię obrócę i nie pomogąć te uniwersały, napatrzysz się.[...] Potem przerzeczonego Pana Wacława Potockiego pojmali, różnymi kontemptami karmili, despektowali, do niego strzelali i jaką mogli, tyranią nad nim odprawowali”. Bilans pobytu chorągwi w dobrach poety to 5 osób zabitych, wielu poranionych, spalona wieś, złupiony i zniszczony dwór. Wacław Potocki próbował dochodzić sprawiedliwości. W instrukcjach poselskich przygotowanych przez sejmik w Proszowicach 28 września znalazł się opis ekscesów żołnierskich w Łużnej. Posłów zobowiązano, żeby u hetmanów domagali się ukarania winnych. Sejm jednak nie doszedł do skutku. Jeszcze bracia Potoccy wspólnie 10 grudnia złożyli protest do sądu bieckiego. Możliwe, że żołnierskie najście było zemstą za wspieranie przez Wacława Potockiego sprawy Jerzego Lubomirskiego, który wystąpił przeciw królowi Janowi Kazimierzowi.
6 czerwca 1667 szlachta zgromadzona na sejmiku w Proszowicach wybrała Wacława Potockiego sędzią skarbowym z województwa krakowskiego. Wkrótce też, wsparty przez starostę bieckiego Franciszka Szembeka, poeta otrzymał urząd podstarościego bieckiego. 14 grudnia 1667 w przygotowanych dla posłów instrukcjach znalazła się wezwanie, aby dać 5 lat wymienionym z nazwiska byłym arianom (wśród nich Wacławowi Potockiemu), których żony pozostawały przy starym wyznaniu „ażeby tymczasem pomienione małżonki ich do wary świętej katolickiej reducantur”. W 1668 poeta brał udział w sejmikach po abdykacji króla Jana Kazimierza: najpierw 23 lipca z synem Stefanem, następnie 15 października sam. W 1669 córka Wacława Potockiego Zofia wyszła za mąż za Jana Lipskiego, starostę czchowskiego, postać wiele znaczącą w polityce regionalnej.
Na czas wojny z Turcją w 1672, uchwałą szlachty biorącej udział w pospolitym ruszeniu, Wacław Potocki został wyznaczony dowódcą obrony zamku bieckiego. Korzystając z nieobecności poety, przebywającego z racji obowiązków w Bieczu, Konstanty Błędowski i Jan Laskowski zabrali kilku ludzi i przebrani za Tatarów najechali na dwór w Łużnej. Żona Wacława, Katarzyna, schroniła się na strych. Atak ten udało się odeprzeć. Napastnicy odjechali do najbliższej karczmy, gdzie pili wódkę i urągali Potockiemu wołając: „gdzie jest podstarości taki a taki? Jeśli Lutrow nie naprowadził? Uciekł już domu, pewnie i z Biecza uciecze ten komendant”.
W następnym roku, po śmierci króla Michała Korybuta Wiśniowieckiego (10 listopada 1673), poeta brał udział w zawiązaniu konfederacji na zjeździe w Proszowicach 29 grudnia. W tym czasie Wacław Potocki dowiedział się o śmierci swojego syna Stefana, który brał udział w zwycięskiej wojnie. Według słów poety młody Potocki bardzo chciał iść na wojnę. Dzięki wsparciu finansowemu ojca, który zapłacił za konieczne wyposażenie, Stefan mógł służyć w husarii, ale już po zakończeniu walk rozchorował się. Osłabiony trudami wojny organizm nie sprostał chorobie i Stefan umarł w obozie w Międzybożu.
W dokumentach z 1675 przy nazwisku Wacława Potockiego brak jest tytułu podstarości. Z tego można wnioskować, że najprawdopodobniej poeta złożył ten urząd w roku poprzednim. W 1675 ponownie Wacław Potocki został oskarżony o sprzyjanie arianom. Przeciw niemu przygotowane zostały dwa pozwy. W pierwszym oskarżono Wacława Potockiego, że: „urodzonego Stefana Przytkowskiego i Paczowica, wyznających wiarę aryańską, Bogu i ludziom obmierzłą [...] którzy u ciebie siedzą, twoją opieką się cieszą, od ukarania ich swoją opieką zasłaniasz i na przekór przepisom prawa pospolitego u siebie trzymasz, sumę złp. 5000 rzeczonego Przytkowskiego masz i od niej prowizyą corocznie płacisz”. Drugi pozew dotyczył arianizmu Katarzyny Potockiej. W obu przypadkach nie doszło do procesu. Ważnym argumentem przeciw dalszym oskarżeniom o arianizm rodziny Potockich było przejście Katarzyny Potockiej na katolicyzm. 11 maja 1677 roku o godzinie 2 nad ranem zmarła córka poety Zofia Potocka. Rozchorowała się po powrocie z Łużnej, gdzie spędziła Święta Wielkanocne.
W 1678 z woli króla Jana III Wacław Potocki otrzymał godność podczaszego krakowskiego. Jego drugi syn Jerzy w tym czasie kończył kolegium jezuickie. Po zakończeniu nauki udało mu się znaleźć miejsce wśród sług królewskich na dworze, zapewne dzięki znajomościom ojca. W 1680 wziął Wacław Potocki udział w sejmiku w Proszowicach i został obrany deputatem do krakowskiego sądu skarbowego.
10 stycznia 1682 w dworze w Dobiesławicach uzgodniono małżeństwo między Aleksandrą Rościszewską a Jerzym Potockim. Stronom układającym się przewodzili ojcowie państwa młodych: Wacław Potocki i Sebastian ze Stopina Rościszewski. Ten drugi był podstolim różańskim i miał dwie duże wsie: Dobiesławice i Sędziszowice. Uzgodniono, że posagiem panny młodej będą Sędziszowice, a pan młody powinien wykazać się majętnością równie wartościową. Już 25 lutego Wacław Potocki zakupił dla syna Jerzego od starosty kowalskiego Władysława z Raciborska Morsztyna wieś Strzelce Małe. Jednak nie zapłacił sprzedającemu gotówką, tylko wystawił mu kwit dłużny na kwotę 30 000 złp. z prawem wykupu 2 lutego następnego roku. Wacław Potocki albo nie miał pieniędzy, albo nie obawiając się, że małżeństwo może nie dojść do skutku, wolał zostawić sobie możliwość rezygnacji z zakupionej wsi. Poeta mógł liczyć na wyrozumiałość i życzliwość Władysława Morsztyna, który był jego krewnym i przyjacielem, w dodatku, jako sąsiad Sebastiana Rościszewskiego, odegrał ważną rolę w skojarzeniu obu rodzin. Również 25 lutego Potocki zapisał żonie Katarzynie sumę 60 000 złp. na wszystkich swoich dobrach. Prawdopodobnie poeta uznał, że wcześniejsza kwota 12 000 złp. jest zbyt mała wobec wzrostu zamożności rodziny. Wkrótce po zawarciu umowy w Dobiesławicach umarł ojciec panny młodej. Większość rodziny Rościszewskich, w tym również brat Aleksandry Rościszewskiej Jan, nie bacząc na wolę zmarłego, starała się nie dopuścić do jej małżeństwa z Jerzym Potockim. Jednak nad dopełnieniem zawartych układów matrymonialnych czuwała babka Aleksandry i Jana, Zofia Morsztynowa. Na początku listopada zorganizowała ona ślub, który ze względu na trwającą żałobę, oraz z powodu nieobecności rodziny panny młodej, pozbawiony był radości i wystawności charakterystycznej dla tego typu uroczystości. Jerzy następnie pojechał z rodzicami do Krakowa, gdzie 16 listopada matka jego zrzekła się oprawy i dożywocia ze wsi Strzelce Małe, którą wcześniej 22 października darował mu ojciec.
Po dopełnieniu tych formalności 18 listopada Jerzy przybył do Sędziszowic. Zastał tam poza swoją żoną również jej babkę, oraz jej brata, który uważając się za właściciela majętności kazał swoim sługom jej strzec. Jerzy przywitał się ze wszystkimi, w tym również z Janem następnie z paniami wszedł do dworu, gdzie przebywał około 2 godzin. Kiedy wychodził, spostrzegł idącego przez podwórze brata swej żony. Doszło do wymiany zdań i kłótni. Jerzy wyrwał jednemu ze sług nóż i ranił Jana Rościszewskiego w głowę i łopatkę. Raniony upadł i stracił przytomność. Z podwórza został zabrany dopiero po przybyciu sługi Wojciecha Wojnarowskiego, który poddając się nakazom Zofii Morsztynowej i Aleksandry Potockiej najpierw przeniósł Jana Rościszewskiego do spichlerza, a potem zmuszony był szybko zabrać go do Dobiesławic, gdzie po trzech dniach ten zmarł.
Jerzy Potocki obawiając się o swoje życie uciekł do majątku Władysława Morsztyna. Wkrótce rodzina Rościszewskich, szukając odwetu najechała Sędziszewice i przejęte przez Aleksandrę Dobiesławice. Na polecenie ojca, który obawiał się, że Jerzemu jako zabójcy może grozić utrata majątku, młody Potocki przekazał wieś Strzelce Małe Władysławowi Morsztynowi. Następne miesiące przyniosły rodzinie Potockich nieprzerwany ciąg procesów. Jeden z nich odbył się 26 lutego 1683 w Piotrkowie przed trybunałem, który skazał na infamię Jerzego Potockiego, Aleksandrę Potocką, Zofię Morsztynową, Wacława Potockiego i jeszcze kilku innych osób związanych z domem Potockich. Kiedy wyżej wymienieni odmówili wydania majętności (dobra skazanego na infamię przechodziły w ręce skarżącego), sprawa wróciła do trybunału, tym razem lubelskiego, któremu podlegały strony procesu z racji miejsca zamieszkania. Rozprawa odbyła się 28 czerwca. Jerzy Potocki został skazany na rok i sześć tygodni wieży oraz kary pieniężne. Musiał jeszcze przedstawić sześciu świadków, którzy zaznaliby pod przysięgą, że zabójstwa nie planował, tylko zbrodnie popełnił działając w afekcie. Zofia Morsztynowa skazana została na śmierć, co motywowano tym, że Jerzego namawiała do zwady i nie udzieliła pomocy swemu wnukowi, gdy ten leżał nieprzytomny na placu przed dworem. W jej wypadku, żeby wyrok uprawomocnił się, to strona skarżąca miała przedstawić sześciu świadków potwierdzających naganne zachowanie skazanej. Natomiast Aleksandrę Potocką trybunał uwolnił od oskarżenia o udział w zabójstwie brata. Musiała jednak potwierdzić swą niewinność przysięgą sześciu świadków. Innych oskarżonych i skazanych w Piotrkowie, trybunał oczyścił z zarzutów. 23 września 1683 doszło do ugody między rodziną Rościszewskich a rodziną Potockich i Zofią Morsztynową.
W tym trudnym dla Wacława Potockiego roku 1683 został wyznaczony przez sejm komisarzem do śląskich granic. Jerzy Potocki uciekając przed więzieniem zaciągnął się do wojska, w ten sposób przeszedł pod jurysdykcję hetmańską. Stać go było na odpowiednie wyposażenie, mógł więc służyć w husarii. Wiadomo, że w 1684 brał udział w wyprawie żwanieckiej. 5 czerwca 1684 Wacław Potocki brał udział w sejmiku, gdzie został wybrany do sądu skarbowego. W 1685 Wacław Potocki udał się do Warszawy na sejm, gdzie 22 maja uzyskał zgodę króla na przekazanie urzędu podczaszego krakowskiego synowi Jerzemu. W tym samym roku został wybrany przez sejmik posłem do biskupa krakowskiego. Chodziło o nadużycia, których dopuszczało się duchowieństwo przy pobieraniu dziesięciny. W 1690 umarł syn Jerzy, prawdopodobnie z powodu ran odniesionych w walce.
Na starość poetą opiekowała się jego synowa, wdowa po Jerzym, Aleksandra Potocka. Miał wnuczęta: Władysława i Helenę. W 1693 Wacław Potocki wziął w zastaw od Zygmunta i Barbary Chwalęckich część wsi Biesna sąsiadującej z jego dobrami. Jeszcze 13 września 1695 Wacław Potocki zjawił się na sejmiku w Proszowicach, żeby podpisać się na wywodzie szlachectwa Władysława Morsztyna, którego pochodzenie mieszczańskie próbowali przypomnieć przeciwnicy i zanegować jego szlachectwo.
Osamotniony Wacław Potocki zmarł w Łużnej w 1696. Został pochowany w podziemiach klasztoru franciszkańskiego w Bieczu.

## Twórczość
Zaczął pisać około 1646 namówiony przez szwagra – Samuela Przypkowskiego. Był typowym reprezentantem epoki i poezji ziemiańskiej, pisał romanse i fraszki, nie odchodząc od poezji religijnej (Dialog o zmartwychwstaniu Pańskim), i antyklerykalizmu, który zawarł m.in. w wierszu poświęconym księdzu. Obawiał się, że duchowieństwo zmieni szlachtę w chłopów, a krajem będzie rządził kler razem z królem i Żydami. Przez Aleksandra Brücknera, który szereg swych prac poświęcił temu poecie, uważany był za najoryginalniejszego i najbardziej narodowego poetę dawnej Polski.
Za życia Potockiego oprócz Pocztu herbów i dwóch pomniejszych panegiryków, nie ukazał się drukiem żaden inny jego utwór.

### Ważniejsze dzieła
Utwory młodzieńcze (od 1648) dochowały się m.in. (wraz z kilkoma późniejszymi) w Wirydarzu poetyckim J. T. Trembeckiego (druk w 1911).
- Pojedynek rycerza chrześcijańskiego wierszem opisany, powst. ok. 1648 (według świadectwa poety utwór najwcześniejszy), wyd. A. Brückner w: J. T. Trembecki Wirydarz poetycki, t. 2, Lwów 1911; rękopis Wirydarza...: Ossolineum nr 5888, niezachowany; inny odpis wiersza pt. Opisanie prawdziwego rycerza Chrystusowego – w rękopisie Biblioteki Załuskich, sygn. XIV. F. 16, k. (trzeciego liczbowania) 34-35, zniszczony w 1944
- Tydzień stworzenia świata (oraz) Pan Bóg dobry, człowiek zły we wszystkich drogach swoich, powst. 1647-1652, wyd. A. Brückner w: J. T. Trembecki Wirydarz poetycki, t. 2, Lwów 1911
- Rozkosz światowa (oraz) Rozkosz duchowna, powst. 1647-1655, wyd. A. Brückner w: J. T. Trembecki Wirydarz poetycki, t. 2, Lwów 1911
- Judyta (poemat oparty na temacie biblijnym), powst. w II połowie 1652, wyd. A. Brückner w: J. T. Trembecki Wirydarz poetycki, t. 2, Lwów 1911
- Wirginia (poemat oparty na wątku zaczerpniętym z dzieł Liwiusza), powst.: pierwsza redakcja 1652; druga-czwarta redakcja 1674-1675; fragm. pierwszej redakcji pt. (nieoryginalnym?) Smutna przygoda i śmierć żałościwa nadobnej Wirginijej, dziewice rzymskiej – ogł. (z rękopisu S. Nowoszyckiego, mylnie przypisując autorstwo H. Lipskiemu) J. I. Kraszewski „Ułamek z poematu...”, Athenaeum 1841, t. 1, – czwarta redakcja pt. „Wirginia, rzymska panna” – wyd. anonimowo w: Zabawy Przyjemne i Pożyteczne 1777, t. 15, cz. 2, s. 213-279; także wyd. A. Brückner w: J. T. Trembecki Wirydarz poetycki, t. 2, Lwów 1911; rękopisy:
  - pierwsza red.: Ossolineum sygn. 1348/II, s. 271-284 (tekst niekompletny, pt. Wirginia panna, z rzymskiej historii wyjęta); rękopis S. Nowoszyckiego, niezachowany, wchodził dawniej w skład obecnego rękopisu Muzeum Narodowego w Krakowie, nr 7361
  - druga red. (dedykowana Barbarze z Moskorowa Morsztynowej, starościnie kowalskiej): Biblioteka Kórnicka nr 495, k. 1-18 (kopia: Ossolineum sygn. 1823/II); Ossolineum nr 691/I, k. 105-132 – w obu rękopisach pt. Historia o Wirginiej pannie, ręką ojcowską żałośnie zabitej
  - trzecia red.: Biblioteka Czartoryskich nr 1888, k. 184-202; Biblioteka Załuskich sygn. XIV. Q. 38, k. 1-16 (tylko początek) zniszczona w 1944 – w obu rękopisach pt. Historia o Wirginiej pannie, od ojca swego w obronie czystości nożem przebitej
  - czwarta red.: rękopis Wirydarza...: Ossolineum nr 5888, niezachowany; rękopis Zabaw Przyjemnych i Pożytecznych niezachowany
  - podobiznę 1 strony niezachowanego rękopisu S. Nowoszyckiego podał J. I. Kraszewski przy wyd. „Ułamek z poematu...”, Atheneum 1841, t.1
- Katalog monarchów i królów polskich, powst. w I połowie 1654, wyd. A. Brückner w: J. T. Trembecki Wirydarz poetycki, t. 2, Lwów 1911
- Rokosz gliniański, powst. 1654, wyd. A. Brückner w: J. T. Trembecki Wirydarz poetycki, t. 2, Lwów 1911
- Pieśni pokutne (utwór utrzymany w surowym, ariańskim duchu), powst.: pierwsza wersja przed 1660; druga wersja po 1660; trzecia wersja 1674-1676
  - pierwsza wersja: Decyma pieśni pokutnych (10 pieśni) i Insze pieśni różnym czasom służące (5 pieśni), wyd.: J.K. Plebański „Pieśni W. Potockiego”, Biblioteka Warszawska 1890, t. 4; A. Brückner w: J. T. Trembecki Wirydarz poetycki, t. 2, Lwów 1911
  - druga wersja: 76 pieśni, w tym początkowe 10, stanowią drugą red. Decymy...; pieśń 22. ogłosił A. Brückner „Nowe przyczynki do dzieł Jana Kochanowskiego”, Ateneum 1891, t. 2, s. 23-24; pieśń 64. i 65. w całości oraz urywki pieśni 44., 47., 54., 61., 67. i 76. ogłosił A. Brückner „Spuścizna rękopiśmienna po W. Potockim”, cz. 1, Rozprawy AU Wydział Filologiczny, t. 27 (1898), s. 272-278 i odb.
  - trzecia wersja: Pieśni pokutne (38 pieśni, w tym: pieśni nr 28-37 stanowią trzecią red. Decymy..., natomiast pieśń 27. reprezentuje drugą red. pieśni 32. wersji drugiej
  - rękopis pierwszej wersji: rękopis Wirydarza...: Ossolineum nr 5888, niezachowany
  - autograf drugiej wersji: Biblioteka Załuskich, sygn. XIV. F. 3, obecnie Biblioteka Narodowa, sygn. III. 3048, karta 1-51 (defekt, brak pieśni 1. i początku 2.)
  - rękopis trzeciej wersji (dedykowany Helenie z Tęczyna, z Ossolińskich, Lubomirskiej, wojewodzinie krakowskiej): Biblioteka Załuskich, sygn. XIV. F. 9, obecnie Biblioteka Narodowa, sygn. III. 3047, karta 1-41
- Syloret albo prawdziwy abrys po ciężkim straconych synów żalu im niespodziewańszego, tym większego smutnego ojca wesele. Starodawna z różnych greckich i łacińskich pisarzów wyjęta i polskim stylem nowo podana historia (powieść wierszem naśladowana z Apulejusza i Heliodora), powst. 1674-1691, według A. Brücknera przed 1680, (po 1691 zaopatrzony w dedykację synowej, Aleksandrze Potockiej), wyd.: (bez dedykacji; wiersza Na pochwałę historii Syloreta – i streszczenia prozą pióra wydawcy), pod nieautentycznym tytułem Syloret albo prawdziwy obraz nieosłabionego najdotkliwszymi przeciwnościami męstwa (pierwodruk 1764) – dedykację pt. Poświęcenie mojej wielce i jedynie kochanej synowej, jejmości pani Aleksandrze ze Stogina Potockiej, podczaszynie krakowskiej, przy posłanym Sylorecie (z rękopisu Ossolineum) ogł. L. Nabielak „W. Potockiego pisma nieznane”, Biblioteka Ossolineum 1865, t. 6; przedr. P. Chmielowski przy wyd.: Wojna chocimska, Warszawa 1880; rękopisy: autograf (bez dedykacji) Biblioteka Jagiellońska nr 132; kopie autografu: Ossolineum sygn.: 40/II, 371/II; Biblioteka AU w Krakowie nr 1297; Archiwum Radziwiłłowskie sygn. VI. 98, VI. 99, obecnie Biblioteka Narodowa sygn. akc. 6859 i 6860; Biblioteka Wilanowska nr 110, obecnie Biblioteka Narodowa sygn. akc. 6915 (na karcie tytułowej mylnie nazwanej autografem); Biblioteka Zamoyskich nr 1091, obecnie w Bibliotece Narodowej (tylko cz. 1 – początek cz. 10; kilka streszczeń prozą jest dodatkiem kopisty); Biblioteka Czartoryskich sygn. 1449 (tylko cz. 1-9); Biblioteka Załuskich sygn. XIV. Q. 91 (tylko cz. 1-9); zniszczone w 1944; dedykacja w rękopisie Biblioteki PAN w Krakowie nr 1297; odpis przy rękopisie Ossolineum sygn. 40/II, skąd kopia w rękopisie Ossolineum sygn. 3057/II; wygładzona wersja dedykacji przy autografie Moraliów..., zob. k. 693-695;
- Na szczęśliwy ze Śląska powrót... Jerzego... Lubomirskiego, powst. tuż po 13 lipca 1666, fragmenty ogłosił S. Laskowski „W. Potockiego pisma nieznane”, Ruch Literacki 1934; całość wyd. J. Nowak-Dłużewski Poezja Związku Święconego i rokoszu Lubomirskiego, Wrocław 1953; rękopisy: Biblioteka Czartoryskich nr 2079, s. 279-283; rękopis A. Celińskiego w Cekowie pod Kaliszem, s. 267-270, niezachowany
- Lidia (przeróbka poematu François Rosseta), powst. po 1667, według J. Dürr-Durskiego jest to utwór wczesny, napisany po Rokoszu gliniańskim, po 1654; wyd. Jan Dürr-Durski pt. Historia Florydana z Lidią (wraz z dedykacją, Teofili z Goraja Rejowej, wojewodzinie lubelskiej) w: Pisma wybrane, t. 1, Warszawa 1953; rękopis (zdefektowany, bez początku) w posiadaniu wydawcy – dedykacja w rękopisie: Biblioteka Czartoryskich nr 2079, s. 284
- Historia o Argenidzie, królewnie sycylijskiej (powieść wierszem naśladowana z utworu pisarza szkockiego Johna Barclaya pt. Argenis, 1621), powst.: pierwsza red. przed 1669; druga red. po 1672; trzecia red. około 1678; czwarta red. po 1691 (zaopatrzona w dedykację Aleksandrowi Sobieskiemu, królewiczowi polskiemu); czwarta red. wydana (bez dedykacji, z nieautentycznym podziałem na rozdziały i streszczeniami prozą wydawcy) pt. Argenida, Warszawa 1697; przedr.: Lipsk 1728, Poznań 1743; wyciąg pt. Historia o Argenidzie, królewnej sycylijskiej, Kraków 1704; fragm. edycji pierwszej przedr.: W. Taszycki Wybór tekstów staropolskich XV-XVIII wieku, Lwów 1928; także wyd. 2 Warszawa 1955; J. Dürr-Durski Arianie polscy w świetle własnej poezji, Warszawa 1948 – dedykacja (w wersji wygładzonej?) jedynie w Ogrodzie nie plewionym...; rękopisy:
  - pierwsza red.(?): Biblioteka Załuskich sygn. XIV. F. 2, zniszczona w 1944; Biblioteka AU w Krakowie nr 385, zaginiony
  - druga red.: Ossolineum sygn. 389/II
  - trzecia-czwarta red.: Biblioteka Czartoryskich nr 1450 (bez dedykacji; czystopis reprezentuje trzecią red., natomiast naniesione ręką poety zmiany i poprawki – czwartą red.)
- Zebranie przypowieści i przysłowia(!) polskich, powst. tuż po 2 maja 1669, fragmenty pt. Achilles i Ulisses – ogł. J. Dürr-Durski Historia Florydana z Lidią (wraz z dedykacją, Teofili z Goraja Rejowej, wojewodzinie lubelskiej) w: Pisma wybrane, t. 1, Warszawa 1953; autograf Ossolineum sygn. 2076/II k. 1-15 (kopie: Ossolineum sygn. 1823/II i 3056/I); podobiznę karty tytułowej autografu podał T. Mikulski Literatura polska w autografach, Wrocław 1947, (słownik mitologiczny prozą; nie ukończony)
- Transakcja wojny chocimskiej... z różnych... relacyj... z łacińskiego na polskie... wierszem przetłumaczona. R. P. 1670, dnia decembra ostatniego (główny epicki utwór poety i najwybitniejsza epopeja staropolska; poemat opowiada o zwycięstwie nad Turkami odniesionym w 1621 przez Polskę pod Chocimiem i jest rymowaną przeróbką dziennika Jakuba Sobieskiego, uzupełnioną o osobiste dygresje i wywody autora; napisany językiem bogatym i barwnym utwór opowiada losy autentycznych bohaterów tych czasów: hetmana Chodkiewicza, Sebastiana Lubomirskiego, rycerza Jana Lipskiego i innych; dzieło odznacza się gorącym patriotyzmem, a jednocześnie głęboką religijnością), powst.: pierwsza red. 1670; druga red. 1675 (zaopatrzona w dedykację: zięciowi poety, Janowi Lipskiemu); pierwsza redakcja wyd. (z autografu, mylnie jako utwór Andrzeja Lipskiego) S. Przyłęcki pt. Wojna chocimska, Lwów 1850; przedr. P. Chmielowski, Warszawa 1880, Biblioteka Najcelniejszych Utworów Literatury Europejskiej; edycje skrócone: wyd. E. Bączalski, Lwów 1898; wyd. M. Dynowska, Warszawa 1909, Wybór Pisarzy Polskich; także przedr. Warszawa 1933, Biblioteka Uniwersytetu Ludowego i Młodzieży Szkolnej; całość wyd. krytyczne Aleksander Brückner, Kraków 1924, Biblioteka Narodowa, seria I, nr 75; fragmenty wyd.: W. Taszycki Wybór tekstów staropolskich XV-XVIII wieku, Lwów 1928; J. Kijas, Kraków 1949, Biblioteka Arcydzieł Poezji i Prozy, nr 73; autografy:
  - pierwsza red.: Ossolineum sygn. 1822/II (nieznacznie zdefektowany; odpisy: Ossolineum sygn. 1348/II; Muzeum Narodowe w Krakowie nr 7361)
  - druga red.: Biblioteka Czartoryskich nr 2079; rękopis A. Celińskiego w Cekowie pod Kaliszem, niezachowany)
- Do żałosnej Korony Polskiej po traktatach tureckich, powst.: pierwsza red. u schyłku 1672; druga red. 1690/1691; pierwszą red. wydano (z rękopisu poznańskiego) B. Erzepki W. Potockiego dwa nieznane poemata, Poznań 1889 – tekst drugiej red. na początku Ogród, ale nie plewiony...; rękopisy pierwszej red.: Biblioteka Poznańskiego Towarzystwa Przyjaciół Nauk nr 493, s. 485-487; Biblioteka Krasińskich nr 381, s. 89-91, zniszczone w 1944, (naśladowanie wiersza S. Przypkowskiego Ad Poloniam de pactis sum Sueco prussicis a. 1630)
- Merkuriusz nowy wygranej Sobieskiego (poemat o zwycięstwie Sobieskiego pod Chocimiem w 1673), powst. na przełomie 1672-1673, wyd.: jako utwór anonimowy z rękopisu własnego K. W. Wójcicki Biblioteka starożytna pisarzy polskich, t. 1, pierwodruk: Warszawa 1843; także wyd. 2 Warszawa 1854; według 2 rękopisów: Ossolineum i własnego L. Nabielak „W. Potockiego pisma nieznane”, Biblioteka Ossolineum 1865, t. 6; przedr. P. Chmielowski przy wyd.: Wojna chocimska, Warszawa 1880; rękopisy: Ossolineum nr 236, k. 270-271, niezachowany; sygn. 3057/II, s. 79-90 – Biblioteka Krasińskich nr 355, s. 169-179, nr 650 (nr inw. 330) k. 159-164 – oba zniszczone w 1944; rękopis Wójcickiego, niezachowany
- Zgoda, powst. na początku 1673, wyd. (z rękopisu poznańskiego) Bolesław Erzepki W. Potockiego dwa nieznane poemata, Poznań 1889; rękopisy: Biblioteka Poznańskiego Towarzystwa Przyjaciół Nauk nr 493, s. 479-485; Biblioteka Krasińskich nr 381 (nr inw. 282) s. 83-89, zniszczony w 1944
- Periody (18 trenów na śmierć syna Stefana, zm. 20 grudnia 1673), powst. 1674, wyd. (z opuszczeniem trenów: 2, 4, 9, 14) L. Nabielak Biblioteka Ossolineum 1864, t. 4, s. 59-75 („period”: 7-8, 10-13, 15, 17); 1865, t. 6, s. 154-162 („period”: 1, 3, 5-6, 16, 18); całość wyd. P. Chmielowski Wojna chocimska, Warszawa 1880; autograf Ossolineum sygn. 2076/II, k. 16-27; kopie: Ossolineum sygn. 1823/II i 3056/I; podobiznę autografu podają: P. Chmielowski Historia literatury polskiej, wyd. S. Kossowski, Lwów 1914, s. 390; J. Krzyżanowski Historia literatury polskiej, Warszawa 1953, s. 347
- Pogrom turecki z Hussein paszą pod Chocimiem A. D. 1673 d. 11 novembris, powst. po 19 maja 1674; początek (z Wirydarza poetyckiego) ogł. J.K. Plebański „Piśmiennictwo krajowe i zagraniczne”, Biblioteka Warszawska 1889, t. 3, s. 436-440; całość wyd. A. Brückner w: J. T. Trembecki Wirydarz poetycki, t. 2, Lwów 1911; rękopisy: Biblioteka Krasińskich nr 381, s. 48-83, zniszczony w 1944; rękopis Wirydarza...: Ossolineum nr 5888, niezachowany
- Najjaśniejszemu królowi, panu swojemu miłościwemu, życzliwy i wierny poddany przy niskim do nóg upadzie tę lichą prezentuje Pocztę, powst.: pierwsza red. przed 3 stycznia 1675; druga red. przed 2 lutego 1676; pierwsza redakcja pt. Panegiryk. Najjaśniejszemu królowi a panu swojemu miłościwemu przy niskim do nóg upadzie tę lichą autor prezentuje Pocztę wyd. A. Brückner w: J. T. Trembecki Wirydarz poetycki, t. 2, Lwów 1911 – druga redakcja wyd. anonimowo wraz z: S. H. Lubomirski Muza polska na tryumfalny wjazd najjaśniejszego Jana III... na szczęśliwą koronację... do Krakowa (brak miejsca i roku wydania)
- Marsowa pod Kałuszą z ordą transakcja 1672, powst. około 1675, wyd. B. Erzepki (z mylnym tytułem Merkuriusz nowy, z rękopisu poznańskiego), Roczniki Towarzystwa Przyjaciół Nauk Poznańskiego, t. 16 (1889) i odb. (utwór złożony z przeredagowanych wersji Merkuriusza nowego... i Pogromu tureckiego...); rękopisy: Biblioteka Poznańskiego Towarzystwa Przyjaciół Nauk nr 493, s. 434-479 (defekt, brak początku); Biblioteka Krasińskich sygn. 381, s. 41-83, zniszczony w 1944
- Dialog o Zmartwychwstaniu Pańskim, powst. tuż przed Wielkanocą 1676 (według J. Dürr-Durskiego przed Wielkanocą 1673); fragmenty ogł.: A. Brückner „Spuścizna rękopiśmienna po W. Potockim”, cz. 1, Rozprawy AU Wydział Filologiczny, t. 27 (1898), s. 280-286; R. Pollak Ilustrowany Kurier Polski 1948, nr 86; całość wyd. M. Krzymuska i W. Budziszewska, Poznań 1949, Poznańskie Towarzystwo Przyjaciół Nauk, Zabytki Języka i Literatury Polskiej, nr 1; rękopis Biblioteka Kórnicka sygn. 494 IV 20 k. 18-35; kopia Ossolineum sygn. 1823/II; epilog również w rękopisie w posiadaniu J. Dürr-Durskiego, (dedykowany Helenie z Ossolina Lubomirskiej, wojewodzinie krakowskiej; do chórów w całości lub w części skomponował muzykę S. B. Poradowski Misterium wielkanocne do słów W. Potockiego na chór mieszany, Poznań, ok. 1935)
- Sielanka albo raczej przy szczęśliwym JMP Jana z Lipia Lipskiego na starostwo sądeckie wjeździe od panien z Helikonu... niestawiana rymem kolejna. R. P. 1676, dnia 1 lipca, fragm. (z rękopisu Biblioteki Załuskich, gdzie w tytule: ... dnia 1 czerwca) ogł. A. Brückner „Spuścizna rękopiśmienna po W. Potockim”, cz. 1, Rozprawy AU Wydział Filologiczny, t. 27 (1898), s. 314-315; całość (z rękopisu Biblioteki Kórnickiej) wyd. Jan Dürr-Durski pt. Historia Florydana z Lidią (wraz z dedykacją, Teofili z Goraja Rejowej, wojewodzinie lubelskiej) w: Pisma wybrane, t. 1, Warszawa 1953; rękopisy: Biblioteka Kórnicka nr 495, k. 56-63 (kopia: Ossolineum sygn. 1823/II); Biblioteka Załuskich sygn. XIV. F. 16 s. (drugiego liczbowania) 1-6 (tylko początek), zniszczone w 1944
- Libusza. Drabant albo raczej nowoświecki przez grzeczne damy... na sądeckim zamku chwytanym kołem odprawiony taniec, powst. z okazji wesela Hieronima Lipskiego jesienią 1675, fragmenty ogł. A. Brückner „Spuścizna rękopiśmienna po W. Potockim”, cz. 1, Rozprawy AU Wydział Filologiczny, t. 27 (1898), s. 316-319; całość zachowanego fragmentu wyd. krytycznie L. Kukulski „Wacława Potockiego Libusza”, Miscellanea staropolskie, Wrocław 1962, Archiwum Literatury, t. 6; autograf Biblioteka Załuskich sygn. XIV. F. 3, obecnie Biblioteka Narodowa sygn. III. 3048, k. 52-58 (defekt, tylko początek)
- Iovalitates albo żarty i fraszki rozmaite, zbiór wierszy, zestawiony w całość z początkiem 1677, wyd. 1747 (2 nieco odmienne edycje, z niektórymi tekstami zmienionymi lub zakrytymi cudzymi utworami przez cenzurę); wybór przedr.: W. Taszycki Wybór tekstów staropolskich XV-XVIII wieku, Lwów 1928; fragm. W. Tomkiewicz Poezja Związku Święconego i rokoszu Lubomirskiego, Wrocław 1953; fragm. W. Tomkiewicz „Pisarze polskiego Odrodzenia o sztuce”, Kraków 1955, Teksty Źródłowe do Dziejów Teorii Sztuki, t. 4; rękopis Ossolineum sygn. 5205/II – nieco zdefektowany, uzupełnia go kopia Biblioteki Wilanowskiej, obecnie Biblioteka Narodowa sygn. akc. 6917, (zbiór zawiera utwory, które w większości weszły w skład Ogrodu nie plewionego..., jako jego cz. 4)
- Pełna Najjaśniejszemu Janowi III i Najjaśniejszej Mariej królestwu polskiemu na dzień obchodu patronów ich... (24 VI i 2 VII) R. P. 1678... od najniższego poddanego i sługi życzliwą prezentowana ręką, wyd.: brak miejsca i roku wydania – egz. niezachowany); przedr.: A. Grabowski Ojczyste spominki, t. 1, Kraków 1845, s. 209-218; P. Chmielowski przy wyd.: Wojna chocimska, Warszawa 1880
- Pieśni nabożne (zbiór 8 pieśni), powst. do 1678, fragm. pieśni 7-8 ogł. A. Brückner „Spuścizna rękopiśmienna po W. Potockim”, cz. 1, Rozprawy AU Wydział Filologiczny, t. 27 (1898), s. 278-279; rękopis: Biblioteka Załuskich sygn. XIV. F. 16, k. (trzeciego liczbowania) 1-34, zniszczony w 1944; odpis początku pieśni 1. w rękopisie Ossolineum sygn. 3047/II, s. 6-7
- Siedem pieśni na siedem artykułów Modlitwy Pańskiej do Chrystusa Pana, powst. ok. 1678, niewydane, rękopis: Biblioteka Załuskich sygn. XIV. F. 9.; obecnie Biblioteka Narodowa sygn. IV. 3047, k. 114-120
- Pieśni nabożne z różnych miejsc Ewangeliej świętych... złożone i... ojczystym napisane wierszem R. P. 1678, zbiór 51 pieśni, numerowanych omyłkowo 1-23 i 29-56; w tym: pieśń 21. jest równobrzmiąca z pieśnią 7. Pieśni nabożnych; natomiast końcowe pieśni 45-46 stanowią wygładzony odpowiednik trzeciej wersji Pieśni pokutnych... 16-26 i 38; 4 pieśni (38-41) ogł. A. Brückner „Spuścizna rękopiśmienna po W. Potockim”, cz. 1, Rozprawy AU Wydział Filologiczny, t. 27 (1898), s. 287-294; rękopisy: Biblioteka Załuskich sygn. XIV. F. 9.; obecnie Biblioteka Narodowa sygn. IV. 3047, k. 121-179
- Rozbój duchowny na drodze zbawiennej a przy tym wizerunek miłosierdzia Syna Bożego Chryst(us)a Pana nad wszystkimi grzesznymi ludźmi, powst. około 1678, rękopis: Biblioteka Załuskich sygn. XIV. F. 9.; obecnie Biblioteka Narodowa sygn. IV. 3047, k. 180-187; por. A. Brückner „Spuścizna rękopiśmienna po W. Potockim”, cz. 1, Rozprawy AU Wydział Filologiczny, t. 27 (1898), s. 286
- Smutne zabawy żałosnego po utraconych dziatkach rodzica, zbiór 24 wierszy napisanych po śmierci córki, zmarłej 11 maja 1677; wiersz Lessus parenaeticus – ogł. A. Brückner „Spuścizna rękopiśmienna po W. Potockim”, cz. 1, Rozprawy AU Wydział Filologiczny, t. 27 (1898), s. 308-313; rękopis: Biblioteka Załuskich sygn. XIV. F. 9.; obecnie Biblioteka Narodowa sygn. IV. 3047, k. 188-202
- Nowy zaciąg pod chorągiew starą triumfującego Jezusa... Krzyż albo historia krwawej męki... Chrystusa Pana... ojczystym... wyrażona rymem. R. P. 1679, dnia 1 augusta, powst.: pierwsza red. 1679; druga red. 1680 lub nieco później; trzecia red. Warszawa 1698; przedr. Kraków 1745; fragmenty przedr. W. Taszycki Wybór tekstów staropolskich XV-XVIII wieku, Lwów 1928; różnice pomiędzy pierwszą a drugą red. omawia A. Brückner „Spuścizna rękopiśmienna po W. Potockim”, cz. 1, Rozprawy AU Wydział Filologiczny, t. 27 (1898), s. 301-306, (w tytule pierwodruku figuruje data 1 sierpnia 1680; prawdopodobnie jest to data powstania drugiej red., choć może tu zachodzić omyłka drukarska, a data drugiej red. jest nieco późniejsza); rękopisy: pierwsza red.: Biblioteka Załuskich sygn. XIV. F. 9.; obecnie Biblioteka Narodowa sygn. IV. 3047, k. 42-113 (na początku pewne różnice w układzie i w wierszach wprowadzających w porównaniu z pierwodrukiem); Biblioteka Czartoryskich nr 1250; druga red.: Ossolineum sygn. 2077/II
- Dzieje ewangeliczne (wierszowana parafraza 4 ewangelii), powst. około 1681/1682, do tekstu włączył poeta: 7 pieśni (zob. Siedem pieśni...) w kształcie rozszerzonym; niektóre z Pieśni nabożnych...: pieśni 2-3 przerobione, pieśni 5., 46. i 54. bez zmian; Rozbój duchowny...; fragmenty ogł. A. Brückner „Spuścizna rękopiśmienna po W. Potockim”, cz. 1, Rozprawy AU Wydział Filologiczny, t. 27 (1898), s. 297-301; autograf: Biblioteka Załuskich sygn. XVII. F. 13. (bez początku i końca), zniszczony w 1944
- Arfa Starego Testamentu z Nowym, utwór zaginiony, wiad. ze wzmianki w Ogrodzie fraszek... III, 87
- Prześladowanie Bożego Kościoła, wierszowana parafraza Dziejów Apostolskich, zaginione, wiad. ze wzmianki w Ogrodzie fraszek... III, 87
- Pieluszki Chrystusowe, utwór o tematyce jasełkowej w formie kolęd lub misterium na Boże Narodzenie, zaginione, wiad. ze wzmianki w Ogrodzie fraszek... III, 87
- Krzyż Chrystusowy, utwór zaginiony, wiad. ze wzmianki w Ogrodzie fraszek... III, 87; prawdopodobnie odnosi się do Nowego zaciągu...
- Wieniec Najświętszej Panny, inny tytuł Wieniec Maryjej Panny, powst. przed 1685, około 1685 zaopatrzony w dedykację: synowej Aleksandrze, utwór zaginiony; dedykację (w kształcie wygładzonym?) wyd. A. Brückner w: Ogród fraszek, t. 1, Lwów 1907, s. 359-360
- Nagrobki różnych stanów i kondycji ludziom, powst. przed 1686, rękopis: Biblioteka Jagiellońska nr 101, k. 7-34, (zawiera 128 – mylnie oznaczonych 1-125 – epitafiów, w tym: 70 znanych z Iovialitates... i 58 powstałych nieco później)
- Smutne rozstanie z kochaną małżonką moją (oraz) Epitafium tejże, powst. tuż po 10 lipca 1686, wyd. J. Dürr-Durski Arianie polscy w świetle własnej poezji, Warszawa 1948; rękopis w posiadaniu wydawcy
- Abrys ostatniego żalu... utrapionego ojca po Jerzym, kochanym synu (24 treny na śmierć syna Jerzego, zmarłego 15 kwietnia 1691), fragm. 15 trenów (niepełny pierwodruk) ogł. F. Pułaski „Z nieznanych utworów W. Potockiego”, „Biblioteka Warszawska” 1904, t. 1; rękopis: Biblioteka Krasińskich nr inw. 3365, s. 63, zniszczony w 1944
- Ogród, ale nie plewiony, bróg, ale co snop, to inszego zboża; kram rozlicznego gatunku (zbiór 1830 anegdot, fraszek, wierszy okolicznościowych, polemicznych i refleksyjnych), zestawiony w całość na przełomie 1690/1691; wiersze cz. I-III powstały głównie w okresie 1677-1690; jako cz. IV weszły w skład Iovialitates...; w latach późniejszych poprawiany oraz uzupełniony (ok. 1694) cz. V; wyd.: wybór pt. Wety parnaskie, wyd. P. Chmielowski przy wyd.: Wojna chocimska, Warszawa 1880; całość wydana przez Aleksandra Brücknera jako Ogród fraszek, t. 1-2, Lwów 1907; wybór przedr.: J. Lemański Satyra polska, t. 1, Warszawa 1914; J. Tuwim Cztery wieki fraszki polskiej, Warszawa 1936; także wyd. 2 Warszawa 1957; J. Dürr-Durski Arianie polscy w świetle własnej poezji, Warszawa 1948; J. Nowak-Dłużewski Poezja Związku Święconego i rokoszu Lubomirskiego, Wrocław 1953; Fraszki. Wybór, oprac. Z. Raułuszkiewicz, ilustr. M. Berezowska, Warszawa 1957; S. Czernik, J. Huszcza, J. Saloni Księgi humoru polskiego. Od Reja do Niemcewicza, Łódź 1958; 3 fraszki ogł. (z rękopisu poznańskiego) T. Witczak „Ze spuścizny fraszkopisarskiej W. Potockiego”, Miscellanea staropolskie, Wrocław 1962, Archiwum Literatury, t. 6:
  - rękopis podstawowy (częściowo autograf: poprawki w cz. I-IV oraz cz. V, w całości ręką poety) Biblioteka Załuskich sygn. XIV. F. 33, zniszczony w 1944; egzemplarz wyd. A. Brücknera (tylko t. 1) skolacjonowany z tym rękopisem, w posiadaniu R. Pollaka, część różnic ogł. R. Pollak „Poprawki tekstu...”, Pamiętnik Biblioteki Kórnickiej 1947
  - fragmentaryczne kopie rękopisu podstawowego: Biblioteka Załuskich sygn. XIV. F. 16, k. 38-113, zniszczone w 1944; Biblioteka Załuskich sygn. XIV. F. 1, obecnie Biblioteka Narodowa sygn. IV. 3049, k. (drugiego liczbowania) 84-180 (na k. 181-191 wiersze uzupełniające rękopis podstawowy)
  - rękopisy poszczególnych fragm., reprezentujące stan sprzed daty zestawienia zbioru w całość: rękopisy Iovialitates...; Biblioteka Czartoryskich nr 783, k. 355-374; Ossolineum sygn. 889/I (wiersze sprzed 1679; fragmentaryczna kopia: Ossolineum sygn. 3057/II, s. 17-76); Poznańskie Towarzystwo Przyjaciół Nauk, nr 493, s. 342-381 (wiersze sprzed 1683); Archiwum Radziwiłłowskie sygn. VI. 109, obecnie Biblioteka Narodowa sygn. akc. 6861, k. 123-290 (wiersze sprzed 1685); Biblioteka Załuskich sygn. XVII. F. 35, k. 285-292, 299-324, zniszczone w 1944; Biblioteka Jagiellońska nr 110 (tzw. Wety parnaskie) s. 75-218 (wiersze sprzed 1685); rękopis Biblioteki Załuskich sygn. XIV. Q. 95, k. 1-36, zniszczony w 1944; rękopis Biblioteki Załuskich sygn. XIV. Q. 96, k. 1-71, zniszczony w 1944
  - podobiznę karty tytułowej rękopisu podstawowego podał J. Krzyżanowski Historia literatury polskiej, Warszawa 1939, s. 285; także wyd. 2 Warszawa 1953, s. 352
  - indeks imion własnych do edycji A. Brücknera Ogrodu fraszek oprac. S. Turowski, Pamiętnik Literacki, rocznik 7 (1908) i nadb.
- Poczet herbów szlachty Korony Polskiej i Wielkiego Księstwa Litewskiego (herbarz wierszem), powst. 1683-1695, wyd.: Kraków 1696, drukarnia M. A. Schedel; wiersz pt. Na orła polskiego przedr. W. Taszycki Wybór tekstów staropolskich XV-XVIII wieku, Lwów 1928; także (fragm.) M. Piszczakowski „Obrońcy chłopów w literaturze staropolskiej”, Kraków 1948, Biblioteka Arcydzieł Poezji i Prozy, nr 54; także wyd. 2 Kraków 1951
- Odjemek od herbów szlacheckich, powst. 1683-1695, zbiór wierszy herbowych, które nie weszły w skład Pocztu herbów...; przedmowę skierowaną do Andrzeja Żydowskiego ogł. w skrócie (według rękopisu Biblioteki Załuskich, zniszczonego w 1944) A. Brückner „Spuścizna rękopiśmienna po W. Potockim”, cz. 1, Rozprawy AU Wydział Filologiczny, t. 27 (1898), s. 337-340; 3 wzajemnie uzupełniające się rękopisy: Biblioteka Kórnicka nr 495, k. 64-117 (kopia: Ossolineum sygn. 1823/II); Biblioteka Załuskich sygn. XIV. Q. 30, obecnie Biblioteka Narodowa sygn. II. 3050 (oba z dedykacją; układ w rękopisie Biblioteki Kórnickiej oryginalny, w rękopisie Biblioteki Załuskich natomiast pochodzący od kopisty); Poznańskie Towarzystwo Przyjaciół Nauk nr 493, s. 414-420; rękopis Biblioteki Załuskich sygn. XIV. Q. 95, k. 38-49, zniszczony w 1944
- Moralia abo rzeczy do obyczajów, nauk i przestróg w każdym stanie żywota ludzkiego z łacińskich i z polskich przypowieści ojczystym krótko napisane wierszem (niedokończony olbrzymi zbiór przypowieści wierszem, oparty na zbiorze łacińskich przysłów (Adagia) Erazma z Rotterdamu), powst. 1688-1696, wyd.: pojedyncze wiersze ogł.: A. Brückner „Ostatnie lata W. Potockiego”, Biblioteka Warszawska 1896, t. 3; A. Brückner „Obrazki staroszlacheckie”, Biblioteka Warszawska 1896, t. 4; A. Brückner w: J. T. Trembecki Wirydarz poetycki, t. 2, cz. 2, Lwów 1911; Rozprawa AU Wydział Filologiczny, t. 29 (1899) i odb. s. 270-327; całość wyd. Tadeusz Grabowski i Jan Łoś, t. 1-3, Kraków 1915-1918, BPP, nr: 69, 72-73; pojedyncze wiersze przedr.: M. Piszczakowski „Obrońcy chłopów w literaturze staropolskiej”, Kraków 1948, Biblioteka Arcydzieł Poezji i Prozy, nr 54; W. Taszycki „Obrońcy języka polskiego. Wiek XV-XVIII”, Wrocław 1953, Biblioteka Narodowa, seria I, nr 146; autograf: Biblioteka Załuskich sygn. XIV. F. 1, obecnie Biblioteka Narodowa sygn. IV. 3049; podobiznę karty tytułowej autografu podał J. Krzyżanowski Historia literatury polskiej, Warszawa 1939, s. 277
- Historia równej odwagi, ale różnej fortuny dwu pięknych Tressy i Gazele... (oparta na motywach utworu francuskiego poety J. A. de Thou), powst. 1675, wyd. 1924

Zarówno Ogród fraszek, jak i Moralia barwnie przedstawiają uroki życia ziemiańskiego, krytykując jednocześnie gnuśność umysłów, ucisk chłopów, nietolerancję religijną i najgorsze przejawy sarmatyzmu.

### Wydania zbiorowe
- Wojna chocimska, wyd. P. Chmielowski, Warszawa 1880, Biblioteka Najcelniejszych Utworów Literatury Europejskiej, (tu także: Merkuriusz nowy..., Pełna..., Periody, Poświęcenie..., wybór z Wetów parnaskich)
- Wiersze, wyd. A. Brückner, Kraków (1920), Biblioteka Narodowa, seria I, nr 19; wyd. 2 rozszerzone pt. Wiersze wybrane, Kraków 1924
- Wybór poezji, wyd. S. Adamczewski, Warszawa 1930, Wielka Biblioteka nr 140
- Wybór wierszy, wyd. K. Czachowski, Warszawa 1948, Biblioteka Pisarzy Polskich i Obcych nr 29; wyd. 2 Warszawa 1950
- Wojna chocimska i wybór poezji, wyd. J. Kijas, Kraków 1949, Biblioteka Arcydzieł Poezji i Prozy nr 73
- Pisma wybrane, oprac. Jan Dürr-Durski, t. 1-2, Warszawa 1953, (wybór w przekł. rosyjskim wyd. M. Żiwow i B. Stachiejew Polskaja poezija, Moskwa 1963)

### Materiały
- „Materiały do dziejów działalności wojskowej i politycznej – zob.: Akta sejmikowe województwa krakowskiego, t. 2, 1621–1660, wyd. A. Przyboś, Wrocław 1953, nr 216